# Robert McGregor
Robert Bilsand McGregor, detto Bob (Falkirk, 3 aprile 1944), è un ex nuotatore britannico, specializzato nello stile libero.
Era il figlio di David McGregor, pallanuotista alle Olimpiadi del 1936.

## Palmarès
- Giochi olimpici

Tokyo 1964: argento nei 100 metri stile libero.
- Europei

Lipsia 1962: argento nella staffetta 4x100 metri stile libero.
Utrecht 1966: oro nei 100 metri stile libero.
- Universiadi

Tokyo 1967: argento nei 100 metri stile libero.
- Giochi del Commonwealth

Kingston 1966: argento nelle 110 iarde stile libero.